# Yes! 프리큐어5
Yes! 프리큐어5(일본어: Yes! プリキュア5 예스 푸리큐아 파이부[*], 영어: Yes! Precure5) 및 Yes! 프리큐어5 GoGo!(일본어: Yes! プリキュア5 GoGo! 예스 푸리큐아 파이부 고 고[*], 영어: Yes! Precure5 GoGo!)는 도에이 애니메이션 제작의 애니메이션이다.

## 개요
- 아사히 방송 및 TV 아사히 계열국을 통해 2007년 2월 4일부터 2008년 1월 27일까지 방영되었으며, 바로 2008년 2월 3일부터 후속작인 GoGo!가 방영되었다.
- 프리큐어 시리즈 통상 4,5번째 작품이자 3대 프리큐어에 해당되는 작품. 전 작품들의 '두 사람' 체제에서 벗어나 본 작품부터는 5인 구성으로 시작하며 최초로 전대물 형태를 채용하게 된다. 또한 기존에는 "변신이나 필살기술을 두 명이 함께 실시한다"라는 설정이었으나 이 작품부터는 "각자가 단독으로 변신해, 그 속성에 근거한 공격이나 방어의 기술을 사용한다"란 설정으로 변경되었다.
- 프리큐어 시리즈 최초로 핑크색 캐릭터가 주인공이라는 설정을 가진 작품이며 이후로도 후속 프리큐어 시리즈들부터 이러한 설정이 이어지고 있다. 또한 프리큐어 시리즈 최초로 빨강, 노랑, 초록, 파란색의 프리큐어 전사가 나온다는 설정을 가졌으며 후속 프리큐어 시리즈들부터 이러한 설정이 이어지고 있다.
- 마스코트 캐릭터는 기존에는 아이템으로 변신하는 남녀 커플이었다면, 현재에는 인간의 청년으로 변신하는 남자 콤비로 변경되었다.
- GoGo편부터 전작인 빛의 전사 프리큐어 Max Heart 이후 신전사가 나온다는 설정이 추가되었다. 다만 프리큐어는 아니고 동격의 요정 출신 전사로서 활동한다.
- 한국어 더빙판은 애니원, 챔프TV를 통해 2009년 1월부터 2010년 12월까지 02편과 04편(GoGo!) 모두 방영하였으며, 2011년 애니박스를 통해 극장판〈거울나라의 미라클 대모험〉이 방영되었다. 또한 전작에선 시청자참여로 주제가를 불렀지만, 이번작품부터 대원성우들이 직접 참여해 주제가를 부른다.

## 줄거리

### Yes! 프리큐어5
중학교 2학년생인 노조미는 학교를 가던 중 낯선 청년과 부딪히게 되고 그의 모습을 보면서 자신도 모르게 두근거림을 느끼게 된다. 그리고 학교 도서관에서 우연히 그 남자를 만난 노조미는 책을 두고 실랑이를 벌이다가 그가 파르미에 왕국에서 온 요정이라는 것을 알게되고 왕국을 멸망시킨 악의 집단인 나이트메어의 기린마와 만나게 되어서 쫓기게 되었다가 자신 앞에 날아온 분홍빛 나비에 의해 프리큐어 전사로 변신하게 된다.

### Yes! 프리큐어5 GoGo!
나이트메어가 멸망하고 평온을 찾은 것도 잠시 노조미는 우연히 시럽이라는 소년을 만나게 되면서 편지를 받게된다. 그리고 새로운 악의 집단인 이터널의 스콜프와 만나게 되고 다시 프리큐어로 변신한다.
그리고 프리큐어들 앞에 보라색의 수수께끼 전사가 나타나서 그녀들을 도와주고 사라지게 된다.

## 방송 일시
| 방송 채널                  | 방송일                                                            | 방송 시간 |
| -------------------------- | ----------------------------------------------------------------- | --------- |
| TV 아사히 계열 아사히 방송 | 2007년 2월 4일 ~ 2008년 1월 27일 2008년 2월 3일 ~ 2009년 1월 25일 | 종료      |

## 등장인물

### 프리큐어
유메하라 노조미(이소망) / 큐어 드림(일본어: 夢原 のぞみ / キュアドリーム)
목소리 - 산페이 유코 / 윤여진
색깔 -      분홍색
주인공으로, 생크 뤼미에르 학원 중등부 2학년. 외동딸로, 아버지는 동화작가이며 어머니는 미용실을 운영하고 있다. 말버릇은 "○○해볼까~! 결~정!". 공부도 운동도 별로인데다 매사 덤벙대고 하는 일도 서툴고 사고만 치는 사고뭉치지만, 자신보다 남을 위해 노력하며 희노애락이 풍부하고 언제나 활발하다. 또한 한 번 결정한 것은 끝까지 관철하려는 강한 의지의 소유자이며, 호기심도 왕성하고 실패해도 좌절하지 않고 항상 긍정적. 동료들에 중심이 되어 프리큐어의 리더로 성장해간다.
나츠키 린(나혜린) / 큐어 루즈(일본어: 夏木 りん / キュアルージュ)
목소리 - 타케우치 쥰코 / 김아영
색깔 -      빨간색
노조미(소망)의 소꿉친구. 집은 꽃가게를 하고 있으며, 가족은 부모님과 각각 남동생과 여동생 1명이 있는 1남 2녀의 장녀. 부모님의 가게 일손과 어린 동생들을 돌봐와서 야무진 성격을 갖고있다. 열정적이고 털털하며 보이시한 성격처럼 스포츠가 특기지만 한편으로는 소녀틱한 면도 가지고 있다. 프리큐어 팀 내 가장 상식적인 인물로, 동료들이 엉뚱한 행동을 하면 자주 지적하며 다그치는 만담으로 치자면 츳코미(ツッコミ) 포지션이다.
카스가노 우라라(김초원) / 큐어 레모네이드(일본어: 春日野 うらら / キュアレモネード)
목소리 - 이세 마리야 / 이지현
색깔 -      노란색
생크 뤼미에르 학원 중등부 1학년. 여배우였던 일본인 어머니와 프랑스인 아버지 사이에서 태어난 혼혈아이며, 어릴 때 어머니를 병으로 여의고, 할아버지와 아버지와 함께 셋이서 살고 있다. 학교를 다니면서 아이돌가수 및 배우로 활동 중이다. 나이는 제일 어리지만 일찍이 사회생활을 해와서 또래보다 조숙하고 어른스럽다. 다만 일상에서는 발랄하고 엉뚱한 면도 많이 보인다.
아키모토 코마치(박하늘) / 큐어 민트(일본어: 秋元 こまち / キュアミント)
목소리 - 나가노 아이 / 서유리
색깔 -      녹색
생크 뤼미에르 학원 중등부 3학년. 도서위원을 맡고있다. 집은 오래된 화과자 가게인 '코마치(小町)'이며, 콩 찹쌀떡(豆大福)으로 유명하다. 가족은 부모님과 붕어빵처럼 닮은 언니가 있다. 녹차와 양갱을 좋아한다. 느긋하고 다정하지만, 화나게 하면 제일 무섭다. 책 읽는 것을 좋아하며, 소설가를 꿈꾸고 있다. 카렌(가영)과는 단짝친구.
미나즈키 카렌(최가영) / 큐어 아쿠아(일본어: 水無月 かれん / キュアアクア)
목소리 - 마에다 아이 / 이명선
색깔 -      파란색
생크 뤼미에르의 학생회장이자 코마치(하늘)의 친구. 단정한 용모의 우등생 소녀로 교내의 선망의 대상. 유래깊은 대부호의 영애로, 세계적인 음악가인 피아니스트 아버지와 바이올리니스트 어머니가 있지만 연주여행으로 집에 자주 없기에, 주로 집사할아버지와 둘이서 지낸다. 차갑고 도도하지만 사실은 외로움 잘타고 여린 성격이다. 동료들을 만나고 프리큐어가 되면서 점차 솔직하게 변해간다.
미미노 쿠루미(우유미) / 밀키 로즈(일본어: 美々野 くるみ / ミルキィローズ)
목소리 - 센다이 에리 / 김성연
색깔 -      보라색
GoGo부터 등장하는 수수께끼의 전사. 프리큐어들이 위기에 몰리면 그때 등장하여 구해준다. 사실 그 정체는 푸른 장미의 힘으로 변신할 수 있게 된 요정 밀크이다. 미미노 쿠루미(우유미)라는 이름으로 개명해서 생크 뤼미에르 학원에 전학와 프리큐어들과 같이 다니게 된다.

### 파르미에 왕국
코코(ココ) / 코코다 코지 ( 個々田 コージ ) / 고현호
성우 - 쿠사오 타케시 / 박서진
색깔 -      노란색
파르미에 왕국에서 온 요정으로 강아지 모습을 하고있다. 말끝마다 코코를 붙이며 드림 콜렛트를 찾던 중 유메하라 노조미와 처음으로 만난다. 인간 모습으로도 변한다.
너츠(ナッツ) / 한수호
성우 - 이리노 미유 / 임경명
색깔 -      갈색
코코와 함께 파르미에 왕국에서 온 요정으로 다람쥐 모습을 하고있다. 말끝마다 너츠를 붙이며 드림 콜렛트를 찾고있다. 코코와 마찬가지로 인간 모습으로도 변한다.
밀크(ミルク) / 미미노 쿠루미 ( 耳野 くるみ ) / 우유미 
성우 - 센다이 에리 / 김성연
색깔 -      분홍색
파르미에 왕국에서 온 요정으로 코코, 너츠를 따르는 시녀 견습생이다. 토끼같은 모습을 하고 있으며 말끝마다 밀크를 붙인다. 코코, 너츠와는 다르게 인간이 될 수 없었으나 GoGo편에서는 푸른 장미의 힘을 받아 인간으로 변신하여 밀키 로즈로서 프리큐어들과 함께 싸우게 된다.
파파이야
성우 - 소노베 케이이치 / 심정민
파르미에 왕국에서 상급 뒷바라지를 하는 요정. 국왕이 아끼던 나무를 코코와 너츠가 어릴 때 쓰러뜨린 것을 보고 크게 혼낸 적이 있으며 제멋대로인 성격의 밀크 때문에 속앓이도 썩혔다. 파르미에 왕국 멸망 후에는 행방불명이 되었는데 프리큐어의 최종전 당시 절망의 가면을 쓰고 있는 것으로 알려졌다. 전투 후에는 코코, 너츠, 밀크에 의해 구출되었으며 파르미에 왕국 재건에 힘쓰고 있다.

### 큐어 로즈 가든
시럽 / 이마이 시로(시영준)
성우 - 파쿠 로미 / 최하나
색깔 -      주황색
큐어 로즈 가든의 배달부로 활동하는 소년. 제비와 펭귄의 혼성 모습을 하고있으며 하늘을 날을 수 있고 화물칸을 통해서 편지를 배달한다. 유메하라 노조미 앞에 나타나 편지를 전해주었으며 처음에는 코코와 너츠를 원망하며 증오하고 있지만 나중에는 그들과 친해지게 된다. 인간일 때는 노조미들이 다니는 학교 매점에서 일하며 미나즈키 카렌으로부터 이마이 시로(한국 이름은 시영준)라는 이름을 받는다.

메르포(멜뽀)
성우 - 미즈타 와사비 / 이명희
시럽과 함께 다니는 요정으로 우체통 모습을 하고있다. 말은 못하고 '메메'라는 어미를 붙이며 안에서 편지를 꺼내서 전달해주는 역할을 한다. 사실 정체는 큐어 로즈가든에서 자랐던 장미꽃으로 시럽이 친구가 없어서 친구를 사귀기를 바라는 마음에서 탄생한 매개체이다. 싸움이 끝난 후에는 큐어 로즈가든의 장미로 돌아갔다.

플로라
성우 - 미나구치 유코 / 김민정
큐어 로즈 가든의 주인이자 시럽의 양어머니. 힘이 약해져서 수명의 한계를 가지고 있으며 시럽과 메르포를 키워내었던 인물이다. 이터널의 관장과 아는 사이로 관장이 악한 사상을 가지면서 큐어 로즈 가든의 문을 닫았으며 시럽을 통해서 관장 앞으로 씨앗을 보낸 적이 있다.

### 4국왕
도너츠 국왕
성우 - 마츠모토 야스노리 / 서원석
파르미에 왕국 동쪽에 잇는 도너츠 왕국의 국왕. 포지션은 청룡이며 도넛이라는 어미를 붙인다. 프리큐어들 앞에 최초로 파르민의 모습으로 나타났으며 까칠한 성격으로 처음에 코코와 너츠를 파르미에 국왕으로 인정하지 않고 프리큐어들도 믿지 못했지만 나츠키 린이 꿈을 향하는 모습에 감동하면서 프리큐어들을 인정한다.
바바로아 여왕 / 바바루아 여왕
성우 - 아다치 마리 / 이재현
파르미에 왕국 남쪽에 있는 바바로아 왕국의 여왕. 포지션은 주작이며 로로(한국판에서는 루루)라는 어미를 붙인다. 프리큐어들 앞에서 두 번째로 파르민의 모습으로 나타났으며 말이 많고 수다를 잘 떠는 성격으로 상대를 피로하게 하는 점이 있다.
크레이프 공주
성우 - 니시하라 쿠미코 / 김민정
파르미에 왕국 서쪽에 있는 크레이프 왕국의 공주. 유일하게 국왕이 아닌 공주이며 포지션은 백호이고 쿠쿠라는 어미를 붙인다. 프리큐어들 앞에서 세 번째로 파르민의 모습으로 나타났지만 사실은 코코의 약혼자라고 주장하고 있다.
몽블랑 국왕
성우 - 타마가와 사키코 / 이명희
파르미에 왕국 북쪽에 있는 몽블랑 왕국의 국왕. 포지션은 현무이며 모모라는 어미를 붙인다. 프리큐어들 앞에서 마지막으로 파르민의 모습을 나타났지만 기운이 없고 아픈 상태였으며 나이가 많은 것으로 알려졌다.

### 나이트메어
데스파라이아 / 데스퍼라이어
성우 - 스기야마 카즈코 / 차명화
악의 조직인 나이트메어의 여성 수장. 이전에 파르미에 왕국을 침공하였으며 드림콜렉트를 노리고 있다.
카와리노 / 데빌리노
성우 - 유키 히로 / 이규석
나이트메어의 2인자이자 실질적인 수장. 사악한 성격을 가졌으며 데스파라이아에게 충성을 바치며 드림콜렉트를 노린다.
분비 / 붐비
성우 - 타카기 와타루 / 박영재
나이트메어의 간부. 원래는 나이트메어 간부이자 명령권자였지만 부하들이 모두 죽게되면서 부서 폐지에 따라 상급 간부인 하데냐의 부하로 들어가게 되었다. 나이트메어가 멸망한 이후에는 이터널로 이적하여 프리큐어들과 맞선다.
하데냐 / 하데니아†
성우 - 코미야 카즈에 / 최문자
나이트메어의 간부이자 분비의 상관. 부하들을 잃은 분비가 부서까지 잃음에 따라 상관이 되었으며 중년 여성의 모습을 하고있다. 전투시에는 거대한 암탉 모습을 한다.
블러디†
성우 - 마루야마 에이지 / 김정호
나이트메어의 간부. 한때 카와리노의 상관이었으며 노신사의 모습에 말수가 적고 철저한 계획을 통해서 전투를 한다. 프리큐어들을 실력있는 상대로 인정하고 있으며 전투시에는 박쥐 모습을 한다.
기린마†
성우 - 히야마 노부유키 / 서원석
나이트메어의 사원으로 둥근 중절모에 정장을 입은 신사의 모습을 하고 있으며 전투시에는 사마귀의 모습을 하고있고 처음으로 등장하여 큐어 드림으로 첫 변신한 유메하라 노조미에 의해 패배한다.

아라크네아†
성우 - 소우마 요코 / 이명희
나이트메어의 사원으로 커리어 우먼의 모습을 하고 있으며 전투시에는 거미의 모습을 하고있다.
가마오 / 가마구리†
성우 - 스야마 아키오 / 최낙윤
나이트메어의 관외 아르바이트생. 유일하게 나이트메어 정직원이 아니어서 관외에서 자체적으로 암약하며 전투시에는 거대 두꺼비 모습을 하고있다.
코와이나 / 무셔무셔
성우 - 사쿠라이 치히로 / 심정민
나이트메어의 거대 소환수.

### 이터널
관장†
성우 - 치바 시게루 / 이장원
GoGo! 편부터 등장하는 이터널의 수장. 항상 가면을 쓰고있으며 잔혹하고 냉혈적인 성격을 가졌다. 큐어 로즈가든의 플로라에게 마음을 두고있다.
아나콘디†
성우 - 야마가타 카오리 / 이미나
이터널의 보물 감정사이자 총사령관 역할을 하는 실질적인 수장. 관장의 명령을 받으며 이터널을 이끌고있고 관장 못지않게 잔혹한 성격이다. 공적으로는 관장에게 충성을 바치지만 사적으로는 관장을 사랑하고 있다.
스콜프†
성우 - 코야스 타케히토 / 김영찬
이터널의 간부. 냉정하고 어두운 모습을 지니고있으며 전에 나이트메어 간부였던 분비가 이터널로 이적하면서 그와 콤비로 암약하다가 미미노 쿠루미(밀키 로즈)의 공격을 받아 죽는다.
네바타코스 / 무너발스†
성우 - 시마다 빈 / 최낙윤
스콜프에 이어서 등장한 이터널의 간부. 뚱뚱한 체구를 가진 중년 남성이며 전투시에는 거대 문어로 변신한다. 이터널 간부로는 최초로 프리큐어들의 공격을 받아 죽는다.
시비렛타 / 고깔망구†
성우 - 스즈키 레이코 / 손정아
한때 이터널의 간부로 일선에서 물러났다가 관장의 부탁으로 활동하게 된 노파. 유일하게 프리큐어들을 자신이 만들어낸 동화 속 세계로 유인하여 공격을 한다.
이소긴, 야도칸 / 멀대, 넙대†
성우 - 쵸(이소긴), 노무라 켄지(야도칸) / 서원석(멀대), 심정민(넙대)
네바타코스가 죽은 이후 새로 등장한 이터널의 2인조 간부. 유일하게 2인조 콤비로 활약하며 이소긴(멀대)은 장신에 마른 체구이고 야도칸(넙대)은 단신에 큰 체구를 가졌다.
무카디아(모모이 쿄스케) / 간지네(강도원)†
성우 - 오키아유 료타로 / 정재헌
이터널의 간부로 아나콘디의 신임으로 오게 되었으며 겉모습은 잘 생긴 미남이었지만 사실은 전투시 지네로 변신하며 흉측하고 무서운 모습으로 변신하는 이중인격의 모습을 하고있다. 이터널에서 마지막으로 등장하였으며 인간 모습일 때는 모모이 쿄스케(한국판에서는 강도원)이라는 가명으로 처음 나츠키 린, 미나즈키 카렌과 만났으며 Mr. 매직이라는 가명으로 프리큐어들을 노리며 가짜 퀴즈쇼를 열어서 프리큐어 4명을 잡았지만 유일하게 잡히지 않고 끝까지 살아난 미나즈키 카렌이 동전 던지기를 통해서 자신의 계획을 좌절시키고 나머지 프리큐어들을 구해주었다. 사실은 아나콘디를 제치고 이터널 2인자를 노리고 있으나 관장에게 숙청당하게 된다.
호시이나 / 넘겨넘겨
성우 - 후쿠마츠 신야 / 심정민
이터널의 소환수. 전편인 5의 코와이나와 같은 존재이다.

### 프리큐어의 주변인물

#### 유메하라 일가
유메하라 츠토무 (夢原 つとむ)
성우 - 타키 사토시 / 임경명
노조미의 아버지. 동화 작가일을 하고 있다.
유메하라 메구미 (夢原 めぐみ)
성우 - 히노 유리카 / 이미나
노조미의 어머니. 'Espoir'이라는 미용실을 운영한다.

#### 나츠키 일가
나츠키 카즈요(夏木和代)
성우 - 아사노 마유미 / 김민정
나츠키 린의 어머니. 노조미 어머니인 메구미와 친구 사이이기도 하며 꽃집을 운영한다.
나츠키 유(夏木ゆう) / 나유찬
성우 - 와타나베 쿠미코 / 이명희
나츠키 린의 남동생. 초등학교에 다니고 있다.
나츠키 아이(夏木あい) / 나유미
성우 - 유키노 사츠키 / 김성연
나츠키 린의 여동생. 초등학교에 다니고 있다.

#### 카스가노 일가
카스가노 미셸(春日野ミッシェル)
성우 - 카네마루 준이치 / 이규석
카스가노 우라라의 아버지. 프랑스인이며 일본인 여성과 결혼하여서 우라라를 키운 인물이다. 프랑스를 떠나 일본으로 이민을 왔으며 일본어에도 능통한 편이다. 아내이자 우라라의 어머니와 사별하여서 장인과 우라라와 지내고 있다.
카스가노 헤이조(春日野平蔵)
성우 - 나카 히로시 / 박서진
카스가노 우라라의 할아버지. 손녀인 우라라의 사랑을 두고 사위인 미셸과 경쟁하고 있다.

#### 아키모토 일가
아키모토 마도카(秋元まどか) / 박하영
성우 - 나가노 아이 / 이미나
아키모토 코마치의 언니. 대학교에 다니고 있으며 외모가 동생인 코마치와 닮아보이지만 머리색이 초록색을 띄우고 있으며 순해보이는 동생과는 다르게 강경하고 터프하다. 옷차림도 가죽 점퍼에 청바지를 입고 있으며 오토바이를 타고 다닌다.

#### 미나즈키 일가
사카모토 준노스케(坂本淳之介)
성우 - 이케다 토모아키 / 서원석
미나즈키 일가에서 일하는 집사로 통칭은 할아범. 카렌의 부모가 해외로 음악활동을 하는 관계로 그들을 대신하여 카렌을 보호하는 역할을 하고 있다. 코마치가 유일한 친구였던 카렌을 걱정하면서 그녀와 또다른 친구가 되어준 노조미 일행에게 감사하고 있다.

#### 생크 뤼미에르 학원
마스코 미카 (増子 美香) / 신문지
성우 - 야마다 마리 / 이재현
생크 뤼미에르 학원의 신문부 담당 기자. 외관은 갈색 커트 머리의 안경을 쓴 소녀. 호기심이 매우 많으며 교내에서 일어나는 여러 사건을 찾아 다닌다. 넛츠를 매우 좋아하여 '넛츠 님'이라고 부른다.
모리타 요시미(森田よしみ) / 오유진
성우 - 아마노 유리 / 이재현
생크 뤼미에르 학원의 1학년생으로 카스가노 우라라의 클래스메이트.
오타카 아주머니(おタカさん)
성우 - 코지로 치에 / 김민정
생크 뤼미에르 학원 내 카페를 운영하는 아주머니. 사실은 생크 뤼미에르 학원의 이사장이었으며 학생들에게 가까이 다가가고자 이사장이라는 신분을 숨기고 카페에서 일하였다. 이사장 신분을 숨긴 이유는 학생들이 무겁고 어렵게 대하게 되자 학생들과 친하게 지내기 위해서라고 하였다.

### 기타 인물
와시오 코타(鷲雄浩太) / 우진성
성우 - 모리 노리히사 / 박영재
카스가노 우라라의 매니저.
로제트 백작
성우 - 유사 코지 / 서원석
학교 구교사에서 나온 유령. 생전에 사귄 연인이 나츠키 린과 닮아보인다며 다가갔던 적이 있다.
스에히로 미쿠(末広未来) / 미래
성우 - 이마이 유카 / 이명희
아키모토 마도카의 친구.
타무라 켄지 (たむらけんじ) /우정훈
성우 - 타무라 켄지 / 서원석
연예인으로 노조미 일행이 잃어버린 사자탈을 찾아주자 고마움을 느낀다. 일반인 중 프리큐어들의 정체를 알게 되었다.

산타클로스
성우 - 우에다 토시야 / 최낙윤
GoGo! 44화에 등장한 노인으로 말 그대로 진짜 산타클로스이다. 어린이들에게 선물을 배달하던 중 무카디아의 공격을 받아 썰매를 빼앗기면서 프리큐어들과 만나게 된다.

## 프리큐어 설정

### 큐어 드림
"희망이 가지는 위대한 힘, 큐어 드림!(大いなる希望の力、キュアドリーム!)"
1화에서 본 작품에 있어 가장 먼저 각성한 희망의 프리큐어. 이미지 색은 분홍. 프리큐어 시리즈 최초의 분홍색 프리큐어이다. 머리 색은 변신 전보다 더 선명해진 분홍색으로 변하며, 눈동자 색도 붉은 보라색에서 선명해진 분홍색으로 변한다. 머리모양은 양쪽으로 묶은 부분은 선녀같은 고리형태로 변하며, 뒷머리가 변신 전의 단발길이에서 어깨를 지나는 긴 머리로 변한다. 변신 후 복장의 기본 테마색은 분홍색으로, 연노란색 나비 모양 머리 장식을, GoGo!에선 장미 모티브의 장식으로 머리의 링을 두르고 있다. 가슴팍에 박힌 보석의 색깔은 분홍색의 보색인 녹색. 다른 멤버들과 달리 유일하게 배꼽을 드러내고있지만, GoGo!에선 다른 멤버들처럼 배꼽을 가린다.
전투 스타일은 솔선해서 먼저 돌격하거나 전두 지휘를 내리는 팀에 선대장 스타일로, 강한 정신력과 뛰어난 언술과 팀을 이끌어나가는 카리스마 리더쉽을 겸비했다. 1기 필살기 구호는 "꿈꾸는 소녀의 무한한 힘, 자 받아라!(夢見る乙女の底力、受けてみなさい!)"
필살기
- 프리큐어 드림 어택

핑키 캐처가 빛나면, 왼손 주먹의 나비모양 머리장식에서 나오는 빛나는 나비의 에너지를 오른손 손바닥으로 쳐서 상대에게 날린다. 분비가 말하길 "나이트메어의 본부를 파괴해버릴 정도"로 강력한 위력을 자랑한다.
- 프리큐어 크리스탈 슛

대량의 빛의 결정을 한꺼번에 쏘아내는 기술.
- 프리큐어 슈팅 스타

2기에서 사용한다. 두 주먹의 나비 모양 장식이 빛나면, 양손을 교차해서 스스로 빛과 하나가 되어, 날아서 돌진해서 적을 공격한다.

### 큐어 루즈
"정열의 붉은 불꽃, 큐어 루즈!(情熱の赤い炎、キュアルージュ!)"
2화에서 각성한 정열의 프리큐어. 이미지 색은 빨강. 변신 전보다 앞머리가 더 길어지며, 변신 전의 갈색머리에서 활활 타오르는 불길 모양의 붉은색 머리로 변한다. 1기에서는 진분홍의 나비 모양 머리 장식을, 2기에선 장미를 모티프로 한 머리 장식을 머리에 꽂고 있다. 가슴팍에 박힌 보석의 색깔은 빨간색의 보색인 녹색. 복장의 디자인은 1기 2기모두 약간의 차이는 있지만 전체적으로 드림과 비슷하다. 전투 스타일은 돌격과 함께 육탄전을 주체로, 주로 큐어 드림이나 큐어 아쿠아와 짝을 이루는 것이 많다. 1기 필살기의 구호는 "불타는 소녀의 순정! 자 받아라!(純情乙女の炎の力、受けてみなさい!)"
필살기
- 프리큐어 루즈 파이어
- 프리큐어 루즈 버닝
- 프리큐어 파이어 스트라이크

### 큐어 레모네이드
"상큼한 레몬의 향기, 큐어 레모네이드!(はじけるレモンの香り、キュアレモネード!)"
3화에서 각성한 상큼한 프리큐어. 이미지 색은 노랑. 변신 전의 평범한 양갈래머리에서 고양이 귀같은 경단머리에 돌돌말린 특징적인 헤어스타일로 변화한다. 1기에서는 머리 장식을 하지 않았지만, 2기(GoGo!)에선 장미를 모티프로 한 머리 장식을 머리에 꽂고 있다. 가슴팍에 박힌 보석의 색깔은 노란색의 보색인 파란색. 복장의 디자인은 1기 2기모두 다른 프리큐어와 크게 다른데, 1기때는 스패츠가 노출되지 않는 풍성한 스커트였으나 2기에서는 스패츠는 보이지만 스커트의 프릴이 다른 프리큐어보다 더 많은 차이점이 있다. 전투 스타일은 주로 다른 멤버들의 공격을 지원해주며, 육탄전보다는 다소 곡예적인 공격을 하는 묘사가 보인다. 1기 필살기의 구호는 "상큼한 소녀의 향기! 자 받아라!(輝く乙女のはじける力、受けてみなさい!)"
필살기
- 프리큐어 레모네이드 플래시
- 프리큐어 레모네이드 샤이닝
- 프리큐어 프리즘 체인

### 큐어 민트
"평온함을 주는 생명의 대지, 큐어 민트!(安らぎの緑の大地、キュアミント!)"
4화에서 각성한 평온의 프리큐어. 이미지 색은 초록. 변신 전의 머리에서 더 풍성해지고 꽁지 부분이 더 길어져 두개로 나뉘며, 색도 선명하고 짙은 초록색으로 변한다. 1기에서는 큐어 아쿠아처럼 나비 모양 머리 장식을, 2기(GoGo!)에선 거기에 장미 디자인이 더해졌다. 가슴팍에 박힌 보석의 색깔은 초록색의 보색인 빨간색. 투 스타일은 방어나 다른 멤버들의 원거리 지원과 방어를 담당하며, 필살기도 기본적으로 방어형이지만, 감정이 폭발되면 자신의 기술을 공격으로 반전시켜서 엄청난 파괴력을 발휘하기도 한다. 1기 필살기의 구호는 "대지를 흔드는 소녀의 분노! 자 받아라!(大地を揺るがす乙女の怒り、受けてみなさい!)"
필살기
- 프리큐어 민트 프로텍션
- 프리큐어 민트 실드
- 프리큐어 에메랄드 소저

### 큐어 아쿠아
"지성의 푸른 물결, 큐어 아쿠아!(知性の青き泉、キュアアクア!)"
6화에서 각성한 지성의 프리큐어. 이미지 색은 파랑. 변신 전의 생머리에서 높게 올려 묶어 나비 머리핀으로 고정시키며, 색도 선명하고 짙은 파란색으로 변한다. 1기에서는 큐어 민트처럼 나비 모양 머리 장식을, 2기(GoGo!)에선 거기에 장미 디자인이 더해졌다. 가슴팍에 박힌 보석의 색깔은 파란색의 보색인 빨간색. 복장의 디자인은 1기 2기모두 전체적으로 민트와 비슷하다. 전투 스타일은 참모형으로, 냉정한 판단력과 순간적인 전술로 동료들에게 지시하는 두뇌를 활용한 작전을 많이 구사한다. 하지만 청초한 외모와 달리 과격한 육탄전도 무리없이 해내며, 때때로 고난이도의 기술을 보여주기도 한다. 공격시에는 큐어 루즈와 짝을 이루는 일이 많으며, 서로의 필살기로 훌륭한 콤비를 보여주기도 한다. 1기 필살기의 구호는 "바위도 깨뜨리는 소녀의 격류! 자 받아라!"(岩をも砕く乙女の激流、受けてみなさい !)
필살기
- 프리큐어 아쿠아 스트림
- 프리큐어 아쿠아 토네이도
- 프리큐어 사파이어 애로우

### 밀키 로즈
"푸른 장미는 비밀의 상징, 밀키 로즈! (青いバラは秘密のしるし！ ミルキィローズ！)"
GoGo편에서 푸른 장미의 힘을 얻은 밀크가 인간으로 변신한 모습. 이미지색은 자주. 연한 보라색의 긴 머리에 머리 장식을 하고 있으며 크롭 톱을 내놓은 것이 특징이고 가슴에는 푸른 장미가 있다. 요정이 인간으로 변신한 모습이기 때문에 체력을 소모하면 요정으로 되돌아간다.

## 주제가
- 오프닝: 프리큐어5 전속력으로 GOGO

## 극장판
극장판 Yes! 프리큐어5 거울 나라의 미라클 대모험!
2007년 11월 10일 공개.
극장판 Yes! 프리큐어5 GoGo! 과자 나라의 해피버스데이♪
2008년 11월 8일 공개.

### 크로스 오버 극장판
극장판 프리큐어 올스타즈 DX 모두 친구☆기적의 전원 대집합!
2009년 3월 20일 공개.
극장판 프리큐어 올스타즈 DX2 희망의 빛☆레인보우 쥬얼을 지켜라!
2010년 3월 20일 공개.
극장판 프리큐어 올스타즈 DX3 미래에 닿아라! 세계를 잇는☆무지갯빛 꽃
2011년 3월 19일 공개.
극장판 프리큐어 올스타즈 뉴 스테이지 미래의 친구
2012년 3월 17일 공개.
극장판 프리큐어 올스타즈 뉴 스테이지 2 마음의 친구
2013년 3월 16일 공개.
극장판 프리큐어 올스타즈 뉴 스테이지 3 영원의 친구
2014년 3월 15일 공개.
극장판 프리큐어 올스타즈 봄의 카니발♪
2015년 3월 14일 공개.
극장판 프리큐어 올스타즈 모두 함께 노래하다♪ 기적의 마법!
2016년 3월 19일 공개.
극장판 허긋토! 프리큐어♡두 사람은 프리큐어 올스타즈 메모리즈
2018년 10월 27일 공개. 프리큐어 15주년 기념작으로, 전작인 두 사람은 프리큐어 외 프리큐어 전 작품을 콜라보한 크로스 오버 작품이다.
극장판 프리큐어 미라클 유니버스
2019년 3월 16일 공개.
극장판 힐링굿♥프리큐어 꿈의 마을에서 큥!하고 GoGo! 대변신!!
2021년 3월 20일 공개. 현작인 힐링굿♡ 프리큐어와 콜라보한 크로스 오버 작품이다.
극장판 프리큐어 올스타즈 F
2023년 9월 15일 공개. 프리큐어 20주년 기념작이다.